# Roch-Sylvestre Grignon de Pouzauges
Roch-Sylvestre Grignon de Pouzauges, marquis de Grignon, né le 17 juin 1775 au château des Echardières à La Flocellière, baptisé à Pouzauges le même jour, est un aristocrate français, émigré puis chef militaire vendéen, mort à la bataille de Chambretaud le 18 novembre 1799.

## Biographie
Fils de Joseph-Gabriel-Toussaint Grignon, marquis de Pouzauges (1735-1805), chevalier, seigneur des Echardières, officier au régiment d'Artois-cavalerie, émigré, et de Marie-Joséphine-Benjamine Grignon de la Pélissonière (1748-1819).

### Émigration
Comme son père, il fut page de la grande-Écurie à Versailles puis ayant émigré avec lui à la Révolution, ils furent tous deux volontaires dans l'armée des Princes dans la  2e compagnie des chasseurs à cheval de la marine. En 1794, il est cornette au régiment des uhlans britanniques de Louis de Bouillé,,.

### Guerre de Vendée
En 1795, il obtient un congé pour revenir en France et devient officier du général Stofflet dans l'armée d'Anjou. 
Il est aide de camp de Monsieur (futur Charles X), frère de Louis XVIII, lors de l'expédition de l'île-d'Yeu en 1795. Il fut chargé par celui-ci de remettre un message à Charette pour lui annoncer la résolution prise par les généraux de différer le débarquement et de se placer en observation à l'Ile-d'Yeu. Charette répondit à Grignon: « Dites au prince que vous m'avez apporté l'arrêt de ma mort ; aujourd'hui je commande quinze mille hommes, demain je n'en aurai peut être pas quinze cents. Il ne me reste plus qu'à fuir ou à chercher une fin glorieuse ; mon choix est fait je périrai les armes à la main ». 
Au début de 1796, il rejoint son cousin le comte Vasselot et lève une compagnie de 600 hommes dans l'ancien pays du général Sapinaud, démissionnaire. Avec ce corps, ils obtiennent quelques succès successivement à Saint-Michel-Mont-Mercure, aux Épesses et à Saint-Laurent-sur-Sèvres, puis sont battus près de Chantonnay. 
Le 23 février 1796, sa sœur, Mademoiselle de Grignon, fut brûlée vive par les soldats républicains à la ferme de la Saugrenière, commune de La Poitevinière. 
En août 1799, il est nommé commandant de l'armée catholique et royale du centre par le comte d'Artois, il participe à la bataille des Aubiers à Nueil-les-Aubiers où les Royalistes commandés par d'Autichamp sont mis en déroute. Avec les restes de son armée, environ 800 hommes, il rencontre une colonne républicaine d'une centaine d'hommes au Puy-du-Fou, dont seul le commandant fut épargné. 
En novembre 1799, il fut tué au combat lors de la bataille de Chambretaud,. Il avait comme aide de camp Charles Mathias Durant de La Pastellière.

## Note
- Ne pas confondre le comte Roch-Sylvestre de Grignon, seigneur de Pouzauges, avec Louis Grignon, général révolutionnaire, commandant d'une colonne infernale en Vendée, auteur de nombreuses exactions et massacres à la même époque.

## Sources
- Archives 85, Pouzauges, baptêmes, année 1775, page 212
- Biographie universelle ou Dictionnaire de tous les hommes qui se sont fait remarquer par leurs écrits, leurs actions, leurs talents, leurs vertus ou leurs crimes, Bruxelles, 1844.
- Alphonse de Beauchamp, Histoire de la Guerre de la Vendée [archive], Paris, 1820, p. 65 et 66.